# Jayden Jaymes
Jayden Jaymes (née Michele Lee Mayo le 13 février 1986) est une mannequin, danseuse exotique et actrice pornographique américaine. Depuis le début de sa carrière en novembre 2006, elle a tourné dans plus de 400 films,. Elle a également tenu de petits rôles dans des films grand public.

## Blog
Jayden Jaymes tient un blogue hébergé par son site web, où elle dévoile des aspects intimes de sa vie personnelle et professionnelle. Selon sa biographie, Jaymes est « prête à tout pour faire l'amour avec une personne pour avancer 
sa carrière à l'aide de son site web et de propos controversés sur son blogue, où elle écrit à propos des hauts et des bas de l'industrie du porno et ce, peu importe les rétroactions négatives qu'elle reçoit de celles et ceux dont elle parle. »
,.
Jaymes a ainsi écrit à propos du réseau The Erotic Network (en), qui, selon elle, sous-paie ses recrues en plus de les faire travailler sans relâche.

## Prix et distinctions
- 2009 :
  - Sélectionnée pour le AVN Award dans la catégorie Best New Starlet
  - Gagnante du NightMoves dans la catégorie Best New Starlet - Fan Choice[7]
- 2010 :
  - Sélectionnée pour le AVN Award dans la catégorie Best New Web Starlet pour ses apparitions sur www.JaydenJaymesXXX.com[8]
  - Gagnante d'un AVN Award dans la catégorie Best Group Sex Scene pour son rôle dans 2040[8]
  - Sélectionnée pour l'AVN Award dans la catégorie Best Tease Performance pour son rôle dans Curvy Girls 4[8]
  - Sélectionnée pour l'AVN Award dans la catégorie Best All Girl Three-Way Sex Scene pour son rôle dans Sweet Cheeks 11[8]
- 2011 :
  - Sélectionnée pour l'AVN Award dans la catégorie Best Tease Performance pour son rôle dans Jayden Jaymes Unleashed[9]
  - Sélectionnée pour l'AVN Award dans la catégorie Best All Sex Release pour son rôle dans Jayden Jaymes Unleashed[9]
  - Sélectionnée pour l'AVN Award dans la catégorie Best Web Premiere pour son rôle dans PUBA Real Life: Jayden Jaymes[9]
- 2014
  - Gagnante d'un AVN Award dans la catégorie Best Body

## Filmographie partielle
| Année | Film                                | Rôle             | Notes       |
| ----- | ----------------------------------- | ---------------- | ----------- |
| 2006  | Cute 'n Curious                     |                  |             |
| 2007  | Big Tits Round Asses 2              |                  |             |
| 2007  | Meet the Twins 7                    |                  |             |
| 2008  | Babes Illustrated 18                |                  |             |
| 2008  | Teenage Anal Princess 9             |                  |             |
| 2009  | Girlvana 5                          |                  |             |
| 2009  | Big Wet Asses 17                    |                  |             |
| 2010  | The Frankenstein Brothers (en)      | Strip-teaseuse   | 10          |
| 2010  | Born to Be a Star                   | Fille « chaude » | 9           |
| 2010  | Diary of Death                      | Victime          | 9           |
| 2011  | Girls of Bang Bros 2: Jayden Jaymes |                  |             |
| 2011  | Lesbian Spotlight: Jayden Jaymes    |                  |             |
| 2012  | Ass Parade 34                       |                  |             |
| 2012  | Jayden Jaymes in Chicas De Porno    |                  |             |
| 2013  | Girl Time                           |                  |             |
| 2013  | My Roommate's A Lesbian 4           |                  |             |
| 2014  | Girls Loving Girls                  |                  |             |
| 2014  | I Don't Like Boys                   |                  |             |
| 2015  | I Like Girls                        |                  |             |
| 2015  | I Want Pussy                        |                  |             |
| 2016  | Dani Is A Lesbian                   |                  |             |
| 2016  | Power of the Pussy 2                |                  |             |
| 2017  | Hot and Dirty Jayden                |                  |             |
| 2017  | I Dream of Pussy 2                  |                  |             |
| 2018  | Big Tit Bikini Girls 2              |                  | compilation |
| 2018  | Busty Lesbians Unleashed 2          |                  | compilation |